# Podolepis neglecta
Podolepis neglecta là một loài thực vật có hoa trong họ Cúc. Loài này được G.L.Davis miêu tả khoa học đầu tiên.